# Señales
Señales è il primo album in studio del gruppo musicale argentino Erreway, pubblicato il 29 luglio 2002.

## Tracce
1. Sweet Baby – 3:24 (Cris Morena e Carlos Nilson)
2. Bonita de más – 3:15 (Cris Morena e Carlos Nilson)
3. Pretty Boy – 3:47 (Cris Morena e Carlos Nilson)
4. Aún ahora – 3:13 (Cris Morena e Carlos Nilson)
5. Resistiré – 3:25 (Cris Morena e Carlos Nilson)
6. Inmortal – 3:53 (Cris Morena e Carlos Nilson)
7. Amor de engaño – 4:00 (Cris Morena e Carlos Nilson)
8. Mi vida – 4:12 (Cris Morena e Carlos Nilson)
9. Vale la pena – 3:00 (Cris Morena e Carlos Nilson)
10. Será porque te quiero – 3:22 (Cris Morena e Carlos Nilson)
11. Perder un amigo – 3:47 (Cris Morena e Carlos Nilson)
12. Rebelde Way – 3:04 (Cris Morena e Carlos Nilson)

## Formazione
- Felipe Colombo – voce, chitarra
- Benjamín Rojas – voce
- Camila Bordonaba – voce
- Luisana Lopilato – voce